# Tristar Air
Tristar Air war eine ägyptische Frachtfluggesellschaft, die 1998 gegründet wurde und den Betrieb nach dem Zwischenfall im Oktober 2015 einstellte.

## Flugziele
Bis zum Zwischenfall im Oktober 2015 transportierte die Gesellschaft Fracht zwischen Europa und Afrika.

## Flotte
Die Tristar Air betrieb bis zum Zwischenfall nur die eine 35 Jahre alte Airbus A300B4-200F.

## Zwischenfälle
Am 12. Oktober 2015 missglückte die Sicherheitslandung eines 35 Jahre alten Airbus A300B4-200F der Tristar Air auf einer Straße 22 Kilometer nordwestlich des Flughafens Mogadischu, nach mehreren erfolglosen Versuchen, auf dem unbeleuchteten Flughafen zu landen. Die Maschine war mit Fracht der Mission der Afrikanischen Union in Somalia von Ostende über Kairo nach Mogadischu unterwegs. Die Besatzung überlebte den Zwischenfall, aber das einzige Flugzeug der Tristar Air musste abgeschrieben werden.